# Štúdio L+S
Štúdio L+S, původně Štúdio S, je profesionální divadlo působící v Bratislavě se sídlem na Náměstí 1. mája, v prostorách hotelu Tatra, kde koncem šedesátých let 20. století existoval legendární kabaret Tatra revue. Divadlo vzniklo 12. května 1982 jako "umelecká scéna Slovkoncertu". Písmeno S v názvu divadla pochází právě odtud. Po privatizaci divadla v dubnu 1999 (jako prvního na Slovensku) bylo do názvu přidáno písmeno L jako pokračování tradice, kterou zde dvojice Lasica a Satinský začala pár měsíců po založení.